# Wervicq-Sud

Wervicq-Sud este o comună în departamentul Nord, Franța. În 1 ianuarie 2022 avea o populație de 5.446 de locuitori.